# Карабулак (Маканчинський район)
Карабула́к (каз. Қарабұлақ) — село у складі Маканчинського району Абайської області Казахстану. Адміністративний центр Карабулацького сільського округу.
Населення — 1414 осіб (2021; 1623 у 2009, 2115 у 1999, 2273 у 1989).
Національний склад станом на 1989 рік:
- казахи — 100 %